# Cercle de confusió

Marge de distàncies (inferior i superior) amb el "CoC" -al centre- on és al llindar: "menor que la resolució de l'ull humà" (o del mitjà de visualització).

Els cercles de confusió (abreviat "CoC") són els "punts" (amb dimensió = cercles) més petits col·locats l'un al costat de l'altre i que és possible distingir sobre un negatiu, o més generalment, sobre la pel·lícula d'una càmera fotogràfica (o sobre el sensor d'una càmera digital). El diàmetre d'aquests "punts" es mesura sobre el negatiu perquè els punts es vegin nítids i diferents sobre el paper. El diàmetre (E) d'aquests cercles s'anomena diàmetre de confusió.
El marge de distàncies on el "CoC" és menor que la resolució de l'ull humà (o del mitjà de visualització) és el que es defineix com profunditat de camp.
Hi intervenen dos factors:
- D'una part, la qualitat (granulositat i resolució) del suport de la imatge (pel·lícula o sensor), que fixa el cercle de confusió al mínim possible.
- D'una altra banda, la claredat buscada (la mida de la tirada desitjada i la distància d'observació, i també de l'agudesa visual de l'observador) que fixa el cercle de confusió màxim desitjable.